# Asteryzm (astronomia)

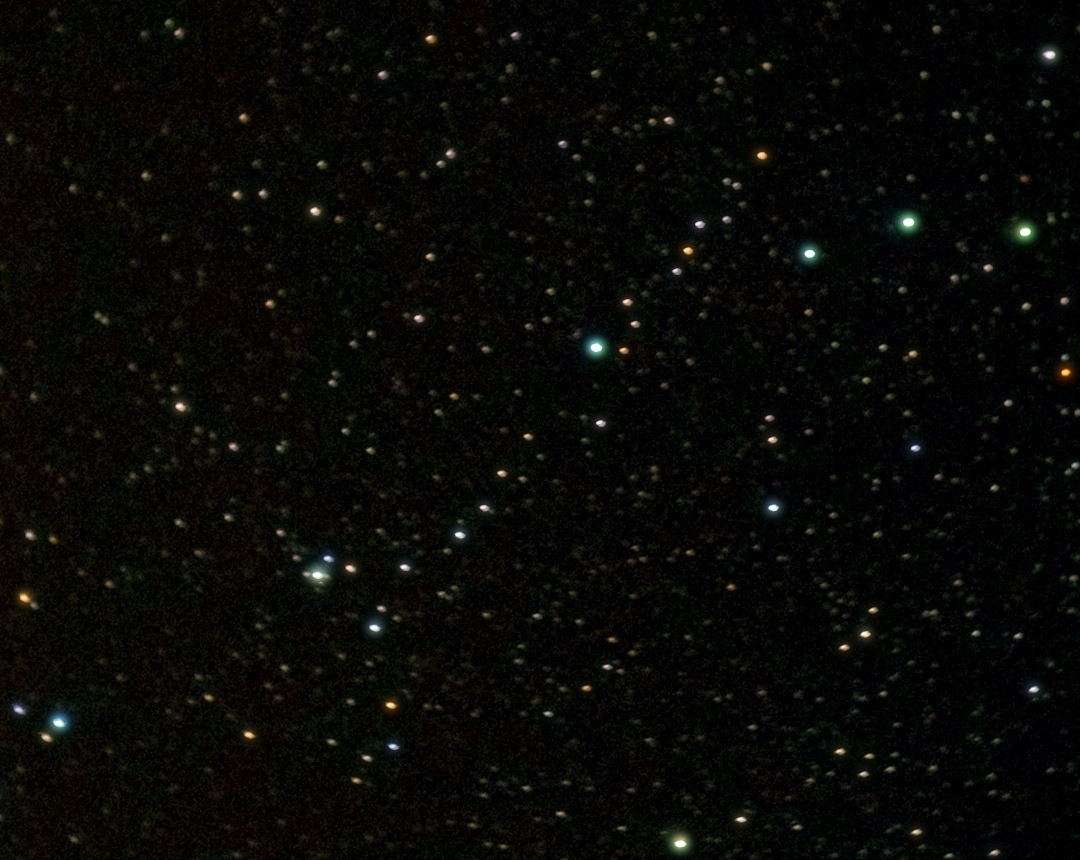
Kaskada Kemble’a, widoczna przez teleskop amatorski

Asteryzm – układ gwiazd tworzący na sferze niebieskiej pewien widoczny wzór, jednak nie zaliczany do żadnego z oficjalnych gwiazdozbiorów. Jest to część jednego gwiazdozbioru albo dwóch lub więcej sąsiednich. Gwiazdy tworzące asteryzm zwykle nie są z sobą fizycznie powiązane, a ich pozorna bliskość jest wynikiem rzutowania na sferę niebieską z punktu odniesienia obserwatora na Ziemi (lub innego punktu odniesienia).
Powszechnie rozpoznawanym, także przez laików, asteryzmem jest Wielki Wóz, często błędnie identyfikowany z gwiazdozbiorem Wielkiej Niedźwiedzicy, której w rzeczywistości jest częścią.

## Wybrane asteryzmy
- Pas Oriona – część konstelacji Oriona
- Miecz Oriona
- Trójkąt Letni – tworzą go gwiazdy trzech konstelacji
- Trójkąt Zimowy
- Sześciokąt Zimowy
- Diament Panny
- Wielki Kwadrat Pegaza
- Wieszak
- Kaskada Kemble’a
- Messier 73
- Fałszywy Krzyż
- Imbryk Strzelca
- Diamentowy Krzyż
- Pi Orionis
- Asteryzm Trzech Generałów – część konstelacji Orła